# Давронов, Нуриддин Ахмадбекович
Нуридди́н Ахмадбе́кович Давро́нов (тадж. Нуриддин Аҳмадбекович Давронов; 16 января 1991 года, Душанбе, Таджикская ССР, СССР) — таджикистанский футболист, игравший на позиции полузащитника. Выступал за сборную Таджикистана.

## Биография
Родился в Душанбе, в семье артистов Ахмадбека Давронова и Ширинмох Нихоловой. Занимался в футбольной школе клуба «Минск». С 2006 по 2007 год находился в юношеской команде таджикского «Энергетика». С 2007 по 2009 год выступал за молодёжную команду московского «Локомотива».
В январе 2009 года пополнил состав душанбинского «Истиклола». В 2012 году был признан лучшим полузащитником Таджикистана.
В феврале 2013 года перебрался в сербскую «Слободу». 2 марта дебютировал в матче против «Борчи». Вскоре вернулся в «Истиклол».
В 2016 году перешёл в болгарский клуб «Дунав» и в 2017 году вернулся в «Истиклол».
В 2017 году перешёл в индонезийский клуб «Мадура Юнайтед».
В 2018 году перешел в оманский клуб «Оман Клуб»
В 2020 перешёл в индонезийской клуб «Борнео».
В 2021 году перешёл в клуб «Персита Тангеранг», в 2022 году вновь вернулся в «Истиклол».
В 2022 году перешёл в индийской клуб «Мохаммедан».

## Карьера в сборной
В составе юношеской сборной Таджикистана участник плей-офф юношеского чемпионата мира 2007 года (до 17 лет). С 2007 года выступал за молодёжную сборную Таджикистана. За национальную сборную Таджикистана дебютировал в 2008 году, первый гол забил 9 марта 2012 года в матче против сборной Индии. В её составе он был серебряным призёром кубка вызова АФК 2008.

## Достижения

### Командные
«Истиклол»
- Чемпион Таджикистана (2): 2010, 2011,
- Обладатель кубка Таджикистана (2): 2009, 2010
- Обладатель суперкубка Таджикистана (3): 2010, 2011, 2012
- Обладатель кубка президента АФК: 2012

Сборная Таджикистана
- Серебряный призёр Кубка вызова АФК: 2008

### Личные
- Лучший полузащитник Таджикистана: 2012